# Der Ranzen, das Hütlein und das Hörnlein
A mochila, o chapeuzinho e a corneta (ou A mochila, o chapéu e a corneta) é um conto de fadas alemão compilado pelos Irmãos Grimm. É o conto número 54 (KHM 54) e, assim como o conto 36 (A mesa, o burro e o cacete), aborda o tema dos objetos mágicos. Enquadra-se no Tipo 569 do Sistema Aarne-Thompson-Uther (ATU) de classificação de contos folclóricos.

## Origem
A história foi publicada pelos Irmãos Grimm com este título na segunda edição de Kinder- und Hausmärchen em 1819. Na primeira edição, de 1812, uma versão mais curta, com um título diferente (Von der Serviette, dem Tornister, dem Kanonenhütlein und dem Horn; em português Sobre o guardanapo, a mochila, o chapéu de canhão e a corneta), foi publicado com o número KHM 37a.

## História
Três irmãos partem pelo mundo em busca de fortuna. O primeiro encontra prata, o segundo encontra ouro, e o terceiro adquire uma variedade de objetos mágicos. Primeiro encontra uma toalha mágica que se cobre de iguarias, como a mesa mágica de A mesa, o burro e o cacete. Depois depara com um carvoeiro que propõe que ele troque essa toalha por uma mochila capaz de convocar soldados armados. Ele aceita a troca, mas depois manda esses soldados recuperarem a toalha mágica. Em seguida, encontra outro carvoeiro e obtém (pelo mesmo processo de troca e posterior recuperação) um chapeuzinho mágico capaz de dar tiros. Enfim depara com um terceiro carvoeiro e obtém uma corneta mágica capaz de derrubar fortalezas, cidades e aldeias. Ao voltar para casa, os irmãos, vendo-o em roupas esfarrapadas, com o velho chapéu e a mochila feia, não o reconhecem e o enxotam. Ele lança seus soldados contra os irmãos. O rei, a fim de restaurar a ordem, aceita casá-lo com sua filha, mas esta se revolta por ter que desposar um plebeu, conspira contra ele e consegue se apossar da mochila e do chapéu. Mas restou a corneta. O rapaz pôs-se a assoprá-la, fazendo ruir tudo, e no meio dos escombros foram encontrados os corpos do rei e da princesa, sem vida.